# Novopodil's'ke
Novopodil's'ke  (ucraniano: Новоподільськe) es una localidad del Raión de Berezivka en el Óblast de Odesa de Ucrania. Según el censo de 2001, tiene una población de 254 habitantes.